# 英明
英明（えいめい、1977年6月20日 - ）は、日本のタレント。本名、市来 良史（いちき よしふみ）。徳永英明のものまねタレント。

## 来歴
鹿児島県鹿屋市出身。子供の頃から歌が好きで、特に徳永英明の曲を聞き、そのファンとなり、徳永の歌を真似る研究を積み重ねる。その結果、周囲から徳永の歌唱にそっくりとの評判を受け、地元鹿児島でイベントに出演したり、ライブハウスでの活動を行なう。
2012年の「ものまねグランプリ ザ・トーナメント」で優勝して注目される。これについて、真似られた側の徳永英明は自身の公式ブログで、「（英明が）優勝を勝ち取った瞬間、僕は鳥肌がたっていました！」「良ければ、今後も徳永英明を究めていってください！」と、彼の優勝を祝すとともに、今後の活躍にエールを送った。これにより、徳永英明本人から事実上公認を得たことになる。
東海大学体育学部卒業。大学で中学校・高等学校の保健体育の教員免許を取得、また、幼少期から習っていた柔道は四段の腕前である。

## 出演番組
- ものまねグランプリ ザ・トーナメント（日本テレビ、2012年12月25日） - 優勝
- スッキリ!!（日本テレビ、2013年2月11日） - エンタメコーナーゲスト
- 爆笑そっくりものまね紅白歌合戦スペシャル（フジテレビ、2021年5月8日） - 白組トリ